# Cantos
Cantos (italsky Zpěvy) je rozsáhlá nedokončená lyrická báseň Ezry Pounda, skládající se ze 120 zpěvů, jejíž převážná část vznikla v letech 1915–1962. Jedná se o jedno z nejdůležitějších děl moderní poezie. Témata jsou politická, ekonomická i kulturní, spojená do celkového kontextu a zpoetizovaná. Mělo jít o jakési shrnutí celé evropské civilizace. Je ovlivněna mnoha místy – Středozemím, Itálií, Spojenými státy, Velkou Británií, Čínou – a kulturou těchto zemí, stejně tak mnoha historickými obdobími a literárními a filozofickými směry a názory. Dílo je čtenářsky obtížné, část, napsaná po 2. světové válce je téměř nečitelná, projevuje se v ní Poundova duševní choroba. Báseň nemá prakticky žádný děj, jeví se chaotická, nesouvislá, dílo je ovlivněno řadou literárních a filozofických názorů a směrů (trubadúrská lyrika, novoplatónismus, konfucianismus, ale i italský fašismus, projevuje se v něm i Poundův antisemitismus). Hlavní část díla je psána v angličtině, nicméně dílo obsahuje úryvky či citace v mnoha jiných jazycích včetně čínštiny. Dílo je psáno volným veršem. Mimo dokončenou část se zachovaly části mnoha nedokončených zpěvů. Do češtiny přeložila Anna Kareninová.